# ملامح المستثمر
ملامح المستثمر أو ميول المستثمر  في الاقتصاد (بالإنجليزية:investor profile) تعرف بميول الشخص المستثمر فاتخاذ قرار تقسيم ماله على الطرق الستثمارية المتاحة. 
وعلى سبيل المثال:
- توظيف المال على المدى القصير أو المدي الطويل
- موقفه بالنسبة إلى المجازفة: مجازفة عالية، معتدلة، قليلة
- تقسيم المال على عدة استثمارات، أم وضع المال كله على استثمار واحد، * أسهم ثابتة، أو أسهم استثمارية متنامية، أو أسهم الجودة، * فترات قصيرة أو طويلة
- استثمارات وطنية أو استثمارات أجنبية
- سندات استثمارية

## ماذا يحدد ميول المستثمر
- الميول الشخصية أو الاجتماعية ويدخل فيها السن، ذكر أم أنثي، الدخل، الحالة الصحية، الغني، موقفه من الضرائب.
- ميول شعورية، مثل الهدوء أو سرعة اثارته، ومعتقداته، وشعوره من جهة الحظ وغير ذلك،
- أهدافه من وجهة حجم المكسب أو استعداده على المجازفة.

## اقرأ أيضا
- تخصيص الأموال
- حجم الأعمال (اقتصاد)